# Erich Wiesner (Politiker, 1897)
Erich Wiesner (* 17. April 1897 in Weimar; † 16. Oktober 1968 in Schwerin) war ein deutscher Politiker (KPD/SED) und Journalist. Er war im Sommer 1945 der letzte deutsche Bürgermeister von Stettin. 

## Leben
Der Sohn eines Tischlers besuchte die Volksschule in Weimar und machte eine Lehre als Buchbinder. Als Jugendlicher schloss sich Wiesner 1914 der SPD an. Bereits mit Beginn des Ersten Weltkriegs orientierte er sich politisch weiter nach links und trat aus der SPD aus. 1917 zum Kriegsdienst eingezogen, verweigerte er dort jedoch nach eigenen Angaben den Kampfeinsatz. Er wurde verhaftet und von einem Militärgericht zum Tode verurteilt. Im Oktober 1918 aus dem Gefängnis befreit, ging er wieder nach Weimar und wurde dort Mitglied des Arbeiter- und Soldatenrates.
1919 wurde Wiesner Mitglied der neu gegründeten Kommunistischen Partei Deutschlands (KPD). Er gehörte 1920 dem Zentralkomitee des Kommunistischen Jugendverbands an. Er bekämpfte als Kommunist engagiert die Weimarer Republik, ging 1922 in die Illegalität und lebte von 1927 bis 1930 mit seiner Lebensgefährtin Lucie Rebentisch in der Sowjetunion. In Moskau war er 1927 im Büro der Kommunistischen Jugendinternationale tätig.
Nach einer Amnestie kehrte er 1930 nach Deutschland zurück und war in Stettin Redakteur der kommunistischen Zeitung Volkswacht. Anschließend diente er seiner Partei als Agitator in Vorpommern. Nach der Machtergreifung durch die NSDAP 1933 arbeitete Wiesner in Stettin illegal für die KPD. Im Februar 1933 wurde Wiesner festgenommen und saß bis zum Sommer 1934 im Zuchthaus. 1935 wurde er erneut festgenommen und bis 1939 inhaftiert, unter anderem im KZ Börgermoor. Im August 1944 wurde er im Rahmen der „Aktion Gitter“ nochmals verhaftet, konnte aber aus dem Straflager Deutsch Krone fliehen und bis Kriegsende in Stettin untertauchen.
Gegen Ende des Zweiten Weltkriegs kam Wiesner nach Stettin zurück. Die Stadt war vor ihrer Besetzung durch die Rote Armee am 26. April 1945 von der Bevölkerung ganz überwiegend verlassen worden. Ab Mai 1945 jedoch kehrten Stettiner in ihre Stadt zurück. Wiesner bemühte sich, von der sowjetischen Besatzungsmacht als Bürgermeister von Stettin eingesetzt zu werden. Der sowjetische Stadtkommandant setzte jedoch am 3. Mai 1945 zunächst Erich Spiegel (1919–1984) als Bürgermeister ein. Wiesner arbeitete in der Stadtverwaltung mit, wurde 1. Sekretär der Ortsgruppe Stettin der KPD und erreichte es dann, am 26. Mai 1945 Bürgermeister zu werden. 
Als Bürgermeister von Stettin sah sich Wiesner einer katastrophalen Lage gegenüber. Die überwiegend zerstörte Stadt war auf sich gestellt, eine Einbindung in die übergeordnete Verwaltung erfolgte nicht. Die drängendsten Probleme waren die Lebensmittelversorgung der zurückkehrenden Bevölkerung und deren Schutz vor Plünderungen, insbesondere durch Sowjetarmisten. Unter Wiesner gelangen Schritte zur Normalisierung des Lebens. Am 5. Juli 1945 jedoch übergab die sowjetische Besatzungsmacht die Stadt Stettin an den polnischen Staat. Wiesner wurde seines Amtes enthoben und musste Stettin verlassen. 
Anschließend war Wiesner kurzzeitig Bevollmächtigter für den Ernteeinsatz in Vorpommern. Von August bis Dezember 1945 war er Oberbürgermeister von Schwerin, anschließend hauptamtlicher Parteifunktionär der KPD und nach der 1946 erfolgten Zwangsvereinigung von SPD und KPD dann hauptamtlicher Parteifunktionär der Sozialistischen Einheitspartei Deutschlands (SED). Von 1949 bis 1952 war er Landrat des Landkreises Güstrow. Von 1952 bis 1964 war er Parteisekretär und Redakteur der Schweriner Volkszeitung, des Organs der Bezirksleitung Schwerin der SED. 
Wiesner starb im Alter von 71 Jahren in Schwerin.

## Auszeichnungen
- 1962 Orden Banner der Arbeit

## Veröffentlichungen
- Man nannte mich Ernst. Erlebnisse und Episoden aus der Geschichte der Arbeiterjugendbewegung, Berlin 1978, 1. Auflage 1956